# Grans polinomis q-jacobi

Gràfica 2D

En matemàtiques, els grans polinomis q-jacobi Pn(x;a,b,c;q), introduïts per George Andrews i Richard Askey, són una família de polinomis ortogonals hipergeomètrics bàsics en l'esquema bàsic d'Askey.

## Definició
Els polinomis es donen en termes de funcions hipergeomètriques bàsiques per 
{\displaystyle \displaystyle P_{n}(x;a,b,c;q)={}_{3}\phi _{2}(q^{-n},abq^{n+1},x;aq,cq;q,q)}

## Ortogonalitat
Els grans polinomis q-jacobi satisfan les següents relacions ortogonals
{\displaystyle \sum _{x}(p_{n}(x)*p_{m}(x)|x|v_{x}=h_{n}*\delta _{m}n}

## Gràfiques
|  |  |  |

|  |  |  |